# Ив Роше
„Ив Рошѐ“ (на френски: Yves Rocher) е френска компания, произвеждаща продукти за грижа за кожата, козметика и парфюми. Основана е през 1965 г. от френския предприемач Ив Роше в Ла Гасий. Компанията присъства с над 3000 магазина, около половината от които на франчайз, в 88 страни на пет континента и има 13 500 служители. Седалището ѝ е в Рен, Бретан, Франция. „Ив Роше“ поддържа собствена ботаническа градина в своята фабрика в Ла Гасий, която е отворена за обществеността безплатно.
През 2019 г. „Рошѐ Груп“, бивша „Ив Рошѐ Груп“, достига оборот от 2,75 милиарда евро. Групата включва също марките Daniel Jouvance, Dr Pierre Ricaud, Isabel Derroisné, Petit Bateau, Kiotis, Stanhome и Galérie Noémie.